# Fejér Kázmér
Fejér Kázmér (Pécs, 1923. – Sesimbra, 1989.) magyar származású brazil festőművész, szobrász.

## Életpályája
1942-ben diplomázott a Magyar Képzőművészeti Főiskola hallgatójaként, ahol 1940-től tanult. 1945-ben a Budapest Artclub egyik alapítója volt, ahol megismerkedett Waldemar Cordeiroval (1925-1973), aki meghívta kiállítani műveit São Pauloba. 1946-ban részt vett a párizsi Salon Realités Nouvelles-ben. 1949-ben Brazíliába ment, São Pauloban telepedett le, és 1951-ben az I. São Paulo Nemzetközi Biennálén állította ki műveit. 1952-ben más művészekkel együtt megalapította a Grupo Ruptura-t, és megrendezte első kiállítását a São Paulo Modern Művészetek Múzeumában. A Rupture Manifesto egyik aláírója volt. 1956–1957 között részt vett a betonművészet nemzeti kiállításán. 1960-ban a zürichi Konkrete Kunstban állított ki. 1963-ban a Vizuális Művészetek és az Új Trendek Szövetségének egyik alapítója volt. 1970-ben ipari vegyészként Párizsba költözött, és egy pigmentgyárban dolgozott. Az 1980-as években Portugáliába ment.
Festőként Európa és Latin-Amerika több mint 11 országába vitte munkáját.

## Kiállításai
- 1945-1949 Budapest, Bécs, Torino
- 1946, 1960 Párizs
- 1948 Montevideo
- 1949, 1951-1952, 1954, 1956, 1959-1960, 1963, 1966, 1977, 1987 São Paulo
- 1957, 1960, 1967, 1977, 1987 Rio de Janeiro
- 1959 Leverkusen, München, Bécs
- 1960 Hamburg, Lisszabon, Madrid

### Posztumusz kiállítások
- 1996, 2001-2002, 2006 São Paulo